# Dekanat Zagwiździe
Dekanat Zagwiździe – jeden z 36 dekanatów w rzymskokatolickiej diecezji opolskiej.
W skład dekanatu wchodzi 12 parafii:
- Parafia św. Jadwigi → Bierdzany proboszcz: ks. Gerard Wilk (od 1999),
- Parafia Matki Boskiej Śnieżnej → Dąbrówka Dolna administrator: ks. Edward Matusz (od 2015) ,
- Parafia św. Stanisława Biskupa → Fałkowice proboszcz: ks. mgr Mariusz Stafa (od 2015
- Parafia św. Bartłomieja → Jełowa proboszcz: ks. Helmut Piechota (od 1996) ,
- Parafia św. Katarzyny Aleksandryjskiej → Ligota Turawska administrator ks. Leszek Stanisław Rygucki (od 2020)
- Parafia Świętej Trójcy → Murów proboszcz: ks. dr Sławomir Tokarek (od 2010),
- Parafia Podwyższenia Świętego Krzyża → Pokój proboszcz: ks. Krzysztof Rusinek(od 2010),
- Parafia św. Rocha → Stare Budkowice proboszcz: ks. Piotr Kierpal (od 2019),[1]
- Parafia Matki Boskiej Bolesnej → Tuły poroboszcz: ks. Jan Konik(od 2010) ,
- Parafia św. Józefa → Osowiec–Węgry proboszcz: ks. Tadeusz Muc (od 2011),
- Parafia Najświętszego Serca Pana Jezusa → Zagwiździe proboszcz: ks. Krzysztof Kozimor (od 2019)[1],
- św. Józefa Robotnika → Zawiść proboszcz: ks. mgr Wiesław Mróz (od 2015) [2].